# Team Fortress 2
Team Fortress 2 (viết tắt TF2) là một trò chơi bắn súng nhiều người chơi góc nhìn thứ nhất phát triển bởi Valve Corporation. Trò chơi này tiếp nối bản mod năm 1996 tên là Team Fortress cho Quake và trò chơi Team Fortress Classic năm 1999. Trò chơi này được phát hành kèm theo The Orange Box vào ngày 10 tháng 10 năm 2007 cho Windows và Xbox 360. Tiếp sau sự kiện này, Valve phát hành bản cho PlayStation 3 vào 11 tháng 12 năm 2007. Ngày 8 tháng 4 năm 2008, bản bán lẻ cho hệ điều hành Windows được phát hành. TF2 hỗ trợ OS X từ ngày 10 tháng 6 năm 2010, và Linux từ ngày 14 tháng 2 năm 2013. Trò chơi được phân phối trực tuyến thông qua phần mềm Steam; Electronic Arts đảm nhận vai trò phân phối bản bán lẻ.
Trong Team Fortress 2, người chơi tham gia vào một trong hai đội chơi, lựa chọn một trong chín nhân vật, và chiến đấu trong các kiểu chơi khác nhau. John Cook và Robin Walker – những người sáng tạo ra trò chơi Team Fortress đầu tiên, cũng dẫn đầu nhóm phát triển trò chơi lần này. Khi được công bố năm 1998, đồ họa trò chơi mang nặng tính thực tế và phong cách quân đội, nhưng điều này dần dần thay đổi trong quá trình phát triển kéo dài chín năm. Trong suốt sáu năm, Valve không hề đưa ra thông tin gì, và điều đó khiến Team Fortress 2 thường xuyên xuất hiện trên danh sách phần mềm bị bỏ rơi do Wired News phát hành hàng năm. Khi hoàn thiện, đồ họa của Team Fortress 2 mang phong cách hoạt hình lấy cảm hứng từ nghệ thuật của J. C. Leyendecker, Dean Cornwell và Norman Rockwell và dựa trên engine Source của Valve.
Team Fortress 2 được khen ngợi bởi phong cách nghệ thuật, cách chơi, tính hài hước và việc sử dụng nhân vật trong một trò chơi chỉ hỗ trợ nhiều người chơi. tiếp tục phát hành nội dung mới, bao gồm các bản đồ, chế độ chơi và vật phẩm trò chơi. Vào ngày 23 tháng 6 năm 2011, trò chơi trở thành trò chơi miễn phí, được hỗ trợ bởi các vi giao dịch. Một 'hệ thống nhặt vật phẩm' cũng được thêm vào và hoàn thiện trong bản cập nhật này, cho phép những người chơi miễn phí nhận được các vật phẩm trong trò chơi bằng cách sử dụng hệ thống lựa chọn ngẫu nhiên.

## Cách chơi

Một trận đấu Team Fortress 2 đang diễn ra; một nhóm người chơi của đội RED tấn công căn cứ của đội BLU tại bản đồ "Well"

Như các phiên bản trước, trong Team Fortress 2, hai đội chơi đối đầu nhau trong các pha giao tranh để đạt được mục tiêu chính của màn chơi. Theo bối cảnh trò chơi, hai anh em thù địch cùng lúc thuê mướn hai nhóm đánh thuê để bảo vệ tài sản của công ty mình, đồng thời tìm cách phá hủy tài sản của công ty kia; vì thế tên hai công ty cũng là tên của các đội chơi: Reliable Excavation & Demolition (RED) và Builders League United (BLU). Người chơi tham gia vào một trong hai đội này và chọn một trong chín nhân vật của trò chơi, mỗi nhân vật có vũ khí, ưu điểm và khuyết điểm riêng. Mặc dù qua các phiên bản Team Fortress, khả năng của các nhân vật đã có những thay đổi, nhưng các yếu tố đặc trưng của mỗi nhân vật vẫn hiện hữu, đó là một vũ khí chính, một vũ khí phụ, và một vũ khí giáp lá cà. Khi phát hành, trò chơi gồm sáu bản đồ chính; trong các bản cập nhật sau đó, trò chơi có thêm 44 bản đồ phụ, chín bản đồ đấu trường (arena), tám bản đồ chiếm điểm (king of the hill) và hàng loạt kiểu bản đồ khác. Thêm vào đó, Valve cũng phát hành các bản đồ do chính cộng đồng xây dựng nên. Khi người chơi tham gia một bản đồ lần đầu tiên, trò chơi sẽ hiện một đoạn phim giới thiệu cách hoàn thành mục tiêu của bàn đồ đó. Trong các trận đấu, một người phụ nữ có biệt danh là "The Administrator", lồng tiếng bởi Ellen McLain, sẽ liên tục thông báo các sự kiện trong màn chơi thông qua loa phát thanh. Số người chơi giới hạn trong mỗi màn là 16 trên hệ máy Xbox 360 và PlayStation 3. Trên PC, Valve hỗ trợ tối đa lên đến 32 người chơi trong một bản cập nhật năm 2008.
Team Fortress 2 là trò chơi đầu tiên được Valve thống kê chi tiết cho từng người chơi. Các thống kê này bao gồm: tổng thời gian chơi theo từng nhân vật, số điểm cao nhất, số mục tiêu giành được nhiều nhất trong một mạng. Các thống kê hiện lên trên màn hình giúp người chơi biết họ đang cải thiện như thế nào so với điểm số cao nhất trước đó, ví dụ thông báo hiện lên khi người chơi gần đạt đến mức sát thương kỷ lục họ từng gây ra trong một vòng. Team Fortress 2 sẽ thưởng cho người chơi "thành tích" khi họ hoàn thành các nhiệm vụ nhất định, ví dụ đạt được một số điểm hạ gục nào đó, hoặc hoàn thành màn chơi trong một khoảng thời gian nào đó. Trong các bản cập nhật sau, các thành tích cho riêng từng nhân vật được thêm vào, và khi người chơi đạt được những thành tích này, họ được mở khóa các loại vũ khí và tính năng mới cho nhân vật của mình. Hệ thống thưởng này sau đó được mở rộng thành một hệ thống cơ hội ngẫu nhiên, trong đó một người chơi có thể nhận được vật phẩm chỉ bằng cách chơi trò chơi.

### Các chế độ chơi
Team Fortress 2 có năm chế độ chơi cốt lõi.
- Tấn công/Phòng thủ (Attack/Defend) là chế độ chơi tính giờ trong đó nhiệm vụ của đội XANH là chiếm các điểm kiểm soát của đội ĐỎ. Các điểm kiểm soát thay đổi theo từng bản đồ và các điểm kiểm soát phải được đội XANH chiếm lần lượt theo thứ tự. Để chiếm một điểm kiểm, một người chơi phải đứng ở trên điểm kiểm soát ấy. Việc chiếm giữ có thể tăng tốc tùy theo số người đứng trên điểm đó. Một khi đã bị chiếm bởi đội Xanh thì đội ĐỎ không thể tái chiếm điểm ấy được nữa. Nhiệm vụ của đội ĐỎ là ngăn không cho đội XANH chiếm được hết các điểm trước khi hết thời  gian. Khi một điểm kiểm soát bị chiếm, giới hạn thòi gian sẽ được tăng lên.
- Cướp cờ (Capture the Flag) như tên gọi ngoài đời, chế độ chơi này xoay quanh việc đội XANH và ĐỎ cố gắng đánh cắp lá cờ của phía bên kia là một chiếc va li chứa đầy tin tình báo đồng thời bảo vệ lá cờ của mình. Khi lá cờ rơi xuống đất, nó sẽ ở nguyên đấy trong vòng 1 phút trước khi quay trở lại vị trí ban đầu. Đội đầu tiên chiếm được ba lá cờ của đội kia sẽ giành chiến thắng.
- Chiếm điểm kiểm soát (Control Points) là chế độ chơi tính giờ với nhiều điểm kiểm soát trên cùng một bản đồ (từ 3 đến 5 điểm tùy theo bản đồ). Trận đấu bắt đầu với một điểm trung lập ở giữa bản đồ cho cả hai đội đánh chiếm. Khi điểm này đã được chiếm, đội đó sẽ bắt đầu chiếm các điểm của đội kia và ngược lại. Giới hạn thời gian được tăng lên nếu độ này chiếm được điểm của đội kia.Để giành chiến thắng, một trong hai đội phải chiếm được hết điểm kiểm soát của đội kia trước khi hết giờ. Nếu như đã hết giờ mà một trong hai đội không chiếm được hết điểm kiểm soát  thì sẽ dẫn đến kết quả hòa.
- Vua của ngọn đồi (King Of The Hill) là chế độ chơi tính giờ chỉ chứa một điểm kiểm soát duy nhất ờ giữa bản đồ cho cả hai đội XANH và ĐỎ. Mỗi đội sẽ có một đồng hồ đếm giờ riêng cho mình. Khi điểm kiểm soát được chiếm, đồng hồ của đội ấy sẽ bắt đầu đếm ngược và chỉ có thể dừng nếu điểm kiểm soát bị chiếm bởi đội kia. Đội có đồng hồ chạy hết giờ trước sẽ chiến thắng.
- Đẩy xe bom (PayLoad) là chế độ chơi tính giờ trong đó đội XANH có nhiệm vụ đẩy một xe đẩy chứa toàn thuốc nổ dọc theo đường ray, còn đội ĐỎ phải ngăn không cho xe đẩy tiếp cận căn cứ của mình. Để cho chiếc xe di chuyển, ít nhất một người chơi bên phía đội XANH phải chạm vào chiếc xe trong khi chiếc xe sẽ phân phối đạn và máu với tốc độ khá chậm cho người chơi ấy. Tốc độ của chiếc xe sẽ tăng tốc dần tùy theo số lượng người chơi đội XANH đứng quanh chiếc xe. Dọc theo đường ray sẽ có các điểm chốt. Khi các điểm này được chiếm thì nơi hồi sinh của hai đội sẽ thay đổi. Chiếm được một điểm cũng sẽ tăng giới hạn thời gian cho đội XANH. Nếu chiếc xe không di chuyển trong 20 giây, nó sẽ từ từ di chuyển ngược lại điểm chốt gần nhất bị chiếm. Đội ĐỎ có thể chặn việc đẩy xe bằng cách đứng cạnh nó. Đội XANH thắng khi đẩy xe tới được điểm chốt cuối cùng trước khi hết giờ.

### Các chế độ biến thể
Có một vài chế độ biến thể trong Team Fortress 2, bao gồm các bản đồ mới cũng như biến tấu các chế độ chơi cũ theo nhiều cách khác nhau.
- Đấu trường (Arena) là chế độ đặc biệt trong đó người chơi sẽ không thể hồi sinh sau khi chết. Một trong hai đội dành chiến thắng bằng cách tiêu diệt hết đội địch hoặc chiếm được trước một điểm kiểm soát mở sau một thời gian nhất định.
- Mannpower  là chế độ cho phép người chơi sử dụng dây đu móc và các nâng cấp sức mạnh khác được nằm rải rác trên toàn bản đồ cho người chơi các năng lực đặc biệt. Dù trông không giống các chế độ chơi khác, Mannpower là một biến thể của chế độ Cướp cờ nhưng để chiến thắng thì một đội phải cướp được cờ của đối phương mười lần thay vì ba như chế độ Cướp cò truyền thống. Chế độ lấy cảm hứng từ một bản mod của game Quake gọi là Threewave CTF được tạo bởi một nhân viên Valve tên là David Kirsch.
- Chế độ Trung Cổ (Medieval Mode) là chế độ chơi chỉ cho phép sử dụng vũ khí cận chiến (Dao, Xẻng,Rìu,...) cùng với vũ khí hỗ trợ (Nỏ,Cung) cho hợp với không khí thời Trung Cổ. Đây là một biến thể của chế độ Tấn công/Phòng thủ với ba điểm kiểm soát.
- PASS Time là chế độ độc đáo kết hợp các môn thể thao Bóng đá, Khúc côn cầu và Bóng rổ được phát triển bởi Valve, Bad Robot Productions cùng Bethesda Game Studios.Có một quả bóng duy nhất là gọi JACK nằm ở giữa bản đồ, người chơi phải nhặt nó lên và ném vào khung thành đối phương.Để chiến thắng, một đội phải ghi được năm bàn thắng hoặc ghi được nhiều bàn hơn trước khi hết giờ.
- Đua xe bom (Payload Race) cũng tương đồng như chế độ Đẩy xe bom truyền thống nhưng điểm khác biệt là mỗi đội đều có xe bom của riêng mình. Chỉ có một điểm chốt duy nhất cho mỗi xe và không có giới hạn thời. Xe bom đầu tiên đến điểm chốt trước giành chiến thắng.
- Giao hàng đặc biệt (Special Delivery)  là chế độ khá tương đồng với Cướp cờ nhưng chỉ có một chiếc va li trung lập cho đội XANH và ĐỎ chiếm lấy. Khi một đội nhặt chiếc va li lên, đội còn lại sẽ không thể nhặt nó lên trừ khi cái va li được thả xuống đất trong 45 giây và quay trở lại vị trí cũ. Đội giành chiến thắng bằng cách đem va li đến chỗ một bệ phóng rồi từ từ lên đến đỉnh.
- Kiểm soát lãnh thổ (Territorial Control) chứa vài điểm kiểm soát tách biệt trên cùng bản đồ. Giống như chế độ Chiếm điểm kiểm soát, mỗi điểm đều có thể được chiếm bởi cả đội XANH lẫn ĐỎ. Điểm khác là ở chỗ chế độ được chia theo các màn, mỗi màn chứa hai điểm. Sau khi một đội chiếm thành công các điểm, màn chơi và các điểm kiểm soát lại thay đổi. Đội chiếm được hết các điểm kiểm soát giành chiến thắng.

### Các chế độ chơi khác
Những chế độ này không được xếp cùng với các chế độ khác, thay vào đó chúng có một danh mục riêng trong trò chơi.
- Chế độ Halloween là chế độ đặc biệt được mở vào mùa lễ hội Halloween và cho phép người chơi truy cập các bản đồ, hợp đồng cùng với các trang phục theo chủ đề của lễ hội này.
- Mann vs Machine (MvM) là chế độ chơi hợp tác nơi mà sáu người chơi phải bảo vệ căn cứ của mình khỏi vô số lũ robot mô phỏng theo chín nhân vật chơi được trong trò chơi cùng với đó là các xe tăng mang bom di chuyển chậm, chia thành các màn chơi riêng biệt tùy bản đồ. Những người chơi giành chiến thắng khi ngăn không cho bom nổ cho đến màn cuối cùng.
- Chế độ tập luyện ngoại tuyến cũng như các chế độ nhiều người chơi khác nhưng chỉ có một người chơi thật duy nhất và các nhân vật do máy tính điều khiển. Số lượng máy, độ khó của chúng và bản đồ có thể thay đổi theo ý của người chơi, dù cho số lượng bản đồ bị hạn chế.
- Chế độ huấn luyện là chế độ giúp người chơi mới làm quen với các điều khiển cơ bản, cơ chế của trò chơi, vũ khí,cùng với đó là bốn trên chín nhân vật chơi được.

### Chế độ cạnh tranh (Competitive Mode)
Team Fortress 2 được chơi một cách cạnh tranh qua nhiều giải đấu. Giải đấu của Bắc Mỹ, ESEA , hỗ trợ một giải đấu TF2 có giải thưởng lên tới 42,000$ cho đội đứng đầu vào 2017. Mặc dù đấu cạnh tranh rất khác với đấu thường, nó tạo ra một cách chơi với tính đồng đội cao hơn. Hầu hết các đội đều sử dụng VoIP để giao tiếp với nhau, cùng với đó là sự kết hợp chặt chẽ về mặt chiến thuật, thông tin và kĩ năng cá nhân để chiến thắng. Các giải đấu do cộng đồng tổ chức cũng thường có việc cấm các vũ khí và giới hạn số lượng nhân vật cụ thể. Các giả này thường được Valve ủng hộ bằng cách trao huy hiệu trong game hoặc thông báo trên trang chủ của game
Vào tháng tư năm 2015, Valve cho ra mắt một chế độ chơi dành riêng cho lối chơi cạnh tranh kể trên. Chế độ này ra mắt chính thức vào ngày mùng 7 tháng tư năm 2016 qua bản cập nhật "Meet   Your Match"  Các trận đấu được chơi theo lối xếp hạng theo thể thức 6-vs-6, nơi người chơi sẽ được xếp vào một trong mười ba bậc xếp hạng dựa theo trình độ và qua kết quả thắng/thua.Để có thể chơi chế độ này người phải liên kết tài khoản Steam với tính năng Steam Guard Mobile Authenticator, cũng như có tài khoản trả phí của Team Fortress 2.

### Thể thức thi đấu
Team Fortress 2 được thi đấu với nhiều thể thức, trong đó hai thể thức phổ biến nhất là 12-đấu-12 và 6-đấu-6.Chúng được sử dụng trên các máy chủ đấu thường và cạnh tranh chính thức của Valve.Một hình thức phổ biến khác là Highlander (9-đấu-9), dựa theo câu nói của nhân vật Connor MacLeod trong phim Người cao nguyên"There can only be one", trong đó số lượng mỗi nhân vật bị giới hạn còn một, cũng như biến thể 7-đấu-7 được gọi là Prolander.

## Các nhân vật trong game
Team Fortress 2 bao gồm chín nhân vật được chia đều vào ba danh mục gồm "Tấn công", "Phòng ngự" và "Hỗ trợ". Mỗi nhân vật sẽ có điểm mạnh và yếu riêng và phải phối hợp với các nhân vật khác để có thể phát huy tính hiệu quả cao nhất. Mỗi nhân vật sẽ có ba vũ khí mặc định: một vũ khí chính, một vũ khí phụ và một vũ khí cận chiến.

### Nhóm tấn công
- Scout (Lồng tiếng bởi Nathan Vetterlein) là một vận động viên điền kinh và là fan cuồng của bộ môn bóng chày đến từ Massachusetts, Boston.[27] Anh chàng này có tốc độ di chuyển nhanh nhất trò chơi nhưng đồng thời cũng là một trong những nhân vật mỏng manh nhất (với 125 máu), được trang bị một khẩu shotgun, một khẩu súng lục và một cái gậy bóng chày làm bằng nhôm. Scout có thể nhảy được hai lần trên không trung, đồng thời chiếm điểm kiểm soát và đẩy xe bom nhanh gấp đôi các nhân vật khác.
- Soldier (Lồng tiếng bởi Rick May) là một người Mĩ đến từ miền Trung Tây Hoa Kỳ có lòng yêu nước đến mù quáng và tự phong mình là một người lính dù cho chưa từng phục vụ cho Quân đội Hoa Kỳ.[28] Soldier được trang bị một khẩu súng phóng tên lửa, một khẩu shotgun và một chiếc xẻng gấp. Gã là nhân vật chậm chạp và có lượng máu (200 máu) nhiều thứ hai trong trò chơi. Gã có thể tự bắn tên lửa xuống dưới chân để phóng mình lên không trung, kĩ năng này gọi là "rocket jump".
- Pyro (Lồng tiếng bởi Dennis Bateman) là một kẻ không rõ giới tính và nguồn gốc thích phóng hỏa, nó mặc một bộ quần áo chống cháy và đeo mặt nạ chống hơi độc khiến cho không ai có thể nghe rõ giọng nói của nó.[29] Pyro được trang bị vũ khí mặc định là một khẩu súng phun lửa, một khẩu shotgun và một cái rìu. Súng phun lửa của Pyro có một tính năng nhả khí nén cho phép nó đẩy lui kẻ địch ở cự li gần và thổi các vật như tên lửa, mũi tên về hướng ngược lại, đồng thời chữa cháy cho đồng đội. Pyro bị mắc chứng hoang tưởng và tin rằng nó cùng những người khác đang sống trong một vùng đất trong trí tưởng tượng được biết với cái tên "Pyroland".[30]

### Nhóm phòng ngự
- Demoman (Lồng tiếng bởi Gary Schwartz) là chuyên gia phá hủy người Scotland da màu một mắt, nghiện rượu đến từ vùng Ullapool, Scotland.[31] Được trang bị với súng phóng lựu có ngòi nổ chậm, một khẩu súng phóng bom dính có thể kích nổ từ xa, cùng với đó là một chai rượu rỗng. Lối chơi của Demoman xoay quanh việc cung cấp hỏa lực diện rộng cho cả đội cũng như đặt bẫy đối phương bằng bom dính. Giống như Soldier, Demoman cũng có thể kích nổ vài quả bom dính dưới chân mình cho phép hắn bay lên không trung với tầm xa hơn nhưng cũng tốn nhiều máu hơn. Kĩ năng này gọi là "sticky jump".
- Heavy (Cũng bởi Schwartz) là một chàng trai Nga bệ vệ đến từ dãy núi Dzhugdzhur, Liên bang Xô viết. "Nặng" cả về vóc dáng và giọng nói cùng với đó là hơi bị ám ảnh về hỏa lực. Đây là nhân vật chậm nhất và cũng có nhiều máu nhất trong trò chơi (300 máu), cho phép anh giữ vị trí lâu dài và gây nhiều sát thương. Vũ khí của Heavy bao gồm một khẩu minigun mà anh hay gọi là "nàng Sasha", một khẩu shotgun cùng với nắm đấm của mình.[32]
- Engineer (Lồng tiếng bởi Grant Goodeve) là một nhà phát minh, kỹ sư, trí thức người Mĩ đến từ Bee Cave, Texas.[33] Engineer có thể xây lên các công trình để hỗ trợ đội: Trụ súng để bảo vệ các điểm trọng yếu, máy phân phát đạn dược và máu, một cặp cánh cổng dịch chuyển tức thời để hỗ trợ việc di chuyển (một cổng vào và một cổng ra). Engineer cũng được trang bị một khẩu shotgun, một súng lục, một cái cờ lê vừa làm vũ khí vừa nâng cấp và sửa chữa các công trình, thêm đó là hai PDA riêng biệt: Một cái dùng để xây và một cái để phá hủy các công trình.

### Nhóm hỗ trợ
- Medic (Lồng tiếng bởi Robin Atkin Downes) là một bác sĩ đến từ Stuttgart, Đức, người mà chả quan tâm lắm đến lời thề Hippocrates.[34] Gã được trang bị một vũ khí đặc biệt gọi là "Medi Gun" có khả năng hồi máu cho đồng đội bị thương. Khi hồi máu cho đồng đội, Medi Gun từ từ lấp đầy một vạch gọi là "ÜberCharge". Khi vạch đó đã đầy (100%), người chơi có thể kích hoạt nó bằng cách nhấn chuột phải, cho phép đồng đội mà Medic đang hồi máu cùng bản thân hắn khả năng miễn nhiễm mọi loại sát thương trong vòng 8 giây. Medic cũng được trang bị một khẩu súng bắn đạn bằng kim tiêm cùng chiếc cưa xương để hỗ trợ hắn trong trường hợp phải tham chiến mà không có đồng đội bên cạnh. Medic có nuôi một con bồ câu và đặt tên nó là Archimedes.
- Sniper (Lồng tiếng bởi John Patrick Lowrie) là một người New Zealand được lớn lên tại vùng Outback, Úc.[35] Trang bị với khẩu súng bắn tỉa có gắn tia laser để tiêu diệt đối thủ từ xa. Tùy thuộc vào thời gian người chơi ngắm bằng ống nhòm trong bao lâu, Sniper có thể gây dược rất nhiều sát thương hoặc giết chết đối phương ngay tức khắc bằng một cú headshot. Hắn cũng mang theo một khẩu SMG và một chiếc Kukri.
- Spy (Lồng tiếng bởi Dennis Bateman) là một gián điệp người Pháp với nhiệm vụ lẻn vào hàng ngũ của kẻ địch để ám sát và phá hoại.[36] Trang bị của Spy khá đa dạng: một chiếc súng ngắn ổ xoay cổ điển, một chiếc đồng hồ đeo tay có khả năng tàng hình, một công cụ ngụy trang cải trang bằng bao đựng thuốc là cho phép hắn cải trang thành bất cứ ai trong đội địch, cuối cùng là một chiếc dao bướm có khả năng tiêu diệt đối phương ngay tức khắc nếu như Spy tấn công từ phía sau (đâm lén). Hắn là nhân vật duy nhất trong game không để lộ khuôn mặt thật của mình, thay vào đó hắn đeo một loại mũ trùm đầu chỉ để hở mắt và mũi, mồm, mặc một bộ vét, đeo cà vạt cùng với găng tay.

## Phát triển